# Hebridochernes salomonensis
Hebridochernes salomonensis är en spindeldjursart som beskrevs av Beier 1966. Hebridochernes salomonensis ingår i släktet Hebridochernes och familjen blindklokrypare. Inga underarter finns listade i Catalogue of Life.